# Hapi-line Fukui線
HAPI-LINE FUKUI線（日语：／ Hapirain fukuisen */?）是一條連結福井縣敦賀市的敦賀站到石川縣加賀市的大聖寺站，屬於福井幸福鐵道的鐵路線。

## 概要
本線原來是西日本旅客鐵道（JR西日本）北陸本線的一部分，在2024年3月16日隨北陸新幹線金澤站－敦賀站間延伸開業，作為從JR西日本經營分離的並行在來線，繼承了原來位於福井線的北陸本線區間。另外石川縣部份的區間則由IR石川鐵道繼承。本線與IR石川鐵道線、愛之風富山鐵道線、越後心動鐵道日本海翡翠線的各路線，與北陸本線、信越本線、羽越本線、奥羽本線等一同構成日本海縱貫線，全線有JR貨物的貨物列車全程通過。
另外，起點站敦賀站由JR西日本、終點站大聖寺站由IR石川鐵道管理、福井幸福鐵道管理途中其餘17個車站。

## 路線資料
- 管轄、路線距離（營業距離）：
  - 福井幸福鐵道（第一種鐵道事業者）：
    - 敦賀－大聖寺間 84.3公里

  - 日本貨物鐵道（第二種鐵道事業者）：
    - 敦賀－大聖寺間 84.3公里
- 軌距：1067毫米（窄軌）
- 站數：20個
  - 旅客站：19個（包括起終點站）
  - 貨物站：1個
- 複線路段：全線
- 電氣化路段：全線
  - 敦賀站站內 直流電1,500V
  - 敦賀站（交直流中性區）－大聖寺站間 交流電20,000V、60Hz
- 閉塞方式：複線自動閉塞式
- 保安裝置：ATS-SW
- 運轉指令所：金澤總合指令所（JR西日本）
- 最高速度：110公里/小時
- IC交通卡對應區間：全線（ICOCA區域）

## 运行形态
在2024年3月16日接手時，線道內每天共设定有131班列车，相比JR西日本运营時、總班次是有所增加，增加的班次主要是在早晚上下班时间段，以及集中在福井站和芦原温泉站与以及武生站和福井站之间。例如白天从09:00至15:00間所採用的时刻表模式，便是在客流最繁忙的武生站和福井站之间以每小时两班列车运行。另外，主要車站的末班車開出時間也較JR時期為晚。例如由福井站开往芦原温泉站方向的末班车，便调晚了25分钟，开往敦贺站方向的列车亦调晚了7分钟。此外，由于取消了JR西日本时代运营的特急列车，普通列车在车站的待避时间缩短了不少，敦贺站和福井站之间的行驶时间最多缩短了19分钟，福井站和金泽站之间的行驶时间最多缩短了26分钟。
雖然以往途徑的特急列車被取消，但Hapi-line Fukui亦安排在早晚时段，於敦贺站和福井站之间提供了各四班的快速列车运行，在現行的時間表下，快速列車並未設定會超前前一班的普通列车，不过还是缩短了10分钟的行車時間。
考虑到与JR西日本列车的接驳换乘，福井站（换乘北陆新干线）的接驳预留时间为7-25分钟，敦贺站（湖西线特急“雷鸟”和北陆本线特急“白鹭”）的接驳预留时间为10-19分钟。但是，与在來線新快速列车的接驳换乘没有考虑在内，尤其是白天在敦贺站，敦贺始发的开往福井方向的普通列车比新快速到达敦贺站的时间要早两分钟。此外，在清晨和深夜的白鹭特急列车因應縮短至敦贺站後，推出了與米原站之间设置了临时快速列车（暂时每天运行，中间不停车），以取代清晨和深夜的“白鹭”特急列车，该列车在05:00于敦贺站始发，23:00从米原开往敦贺。

### 与IR石川铁道线直通
该线路与IR石川铁道在敦贺站和金泽站之间运营互相直通服务。不过，福井幸福鐵道的列车在敦贺站和金泽站之间运营，而IR石川列车仅限于福井站和金泽站之间运行，不会从福井站开往敦贺方向。

### 与JR西日本越美北线直通
移交后，福井幸福鐵道继续运营越前花堂站和福井站之间的线路，并提供直通九头龙湖站的服务。虽然该线路的主体及列车是JR西日本运营，但在越前花堂站，福井幸福鐵道的乘务员和JR西日本的乘务员会在这换班。同时，部分持有内燃车驾驶执照的乘务员也被分配到福井幸福鐵道，而 JR 西日本的乘务员则被分配到北陆新干线的上工作，因为福井地区的基地已被取消，他们现在属于敦贺列车区。

## 使用车辆
该线路使用交直流两用电车车，包括 IR 石川铁路的车辆。
由于越美北线未电气化，JR 西日本使用柴油列车运营列车。
- 521系列车（属于 福井幸福鐵道）
- 521系列车（属于 IR石川铁道）
  - IR石川铁道的车辆从金泽站出发，在大圣寺站进入福井幸福鐵道管辖范围，然后前往福井站。
- KIHA120型气动车（隶属于 JR 西日本金泽车辆区敦贺支所）。
  - 从九头龙湖站发车，自越前花堂站进入福井幸福鐵道管辖范围，然后直通至福井站。

## 历史
线路移交给福井幸福鐵道之前的历史请参见北陸本線#歴史

### 移交给福井幸福鐵道运营后
- 2024年3月16日，随着JR西日本北陆新干线金泽 - 敦贺延伸段开业，原北陆本线的大圣寺 - 敦贺区间移交给福井幸福鐵道运营。
- 2026年3月，福井幸福鐵道計畫在福井站至森田站間啟用新的車站「式部站」[2][3][4]。

## 車站列表
- （貨）：貨物專用站
- 累計營業距離由敦賀站起計算（米原站 - 敦贺站间的营业距离为45.9km）
- 停靠站
  - 普通列车停靠所有旅客站
  - 快速：标记●的車站所有列車停靠、标记▲的車站除了1往返班次外停靠、标△的車站只有1往返班次停靠（▲跟△的車站擇一停車）、标记｜的車站全部快速列車通過

| 電氣化方式 | 中文站名     | 日文站名 | 英文站名 | 站間營業距離 | 累計營業距離 | 快速 | 接續路線 | 所在地 | 所在地          |
| ---------- | ------------ | -------- | -------- | ------------ | ------------ | ---- | --- | ------ | --------------- |
| 直流電     | 敦賀         |          |          | -            | 0.0          | ●    | 西日本旅客鐵道： 北陸新幹線、 北陸本線（JR-A01）、 湖西線（JR-B08）、■小濱線                                  | 福井縣 | 敦賀市          |
| 交流電     | 南今         |          |          | 16.6         | 16.6         | ｜   | | 福井縣 | 南條郡 南越前町 |
| 交流電     | 今           |          |          | 2.6          | 19.2         | △    | | 福井縣 | 南條郡 南越前町 |
| 交流電     | 湯尾         |          |          | 3.6          | 22.8         | ｜   | | 福井縣 | 南條郡 南越前町 |
| 交流電     | 南條         |          |          | 3.5          | 26.3         | ▲    | | 福井縣 | 南條郡 南越前町 |
| 交流電     | 王子保       |          |          | 4.5          | 30.8         | ｜   | | 福井縣 | 越前市          |
| 交流電     | 武生         |          |          | 4.3          | 35.1         | ●    | 福井鐵道：福武線 （武生新）（F0）                                                                             | 福井縣 | 越前市          |
| 交流電     | 鯖江         |          |          | 5.2          | 40.3         | ●    | | 福井縣 | 鯖江市          |
| 交流電     | 北鯖江       |          |          | 3.2          | 43.5         | ｜   | | 福井縣 | 鯖江市          |
| 交流電     | 大土呂       |          |          | 4.7          | 48.2         | ｜   | | 福井縣 | 福井市          |
| 交流電     | 越前花堂     |          |          | 3.2          | 51.4         | ｜   | 西日本旅客鐵道：■越美北線（九頭龍線）                                                                         | 福井縣 | 福井市          |
| 交流電     | （貨）南福井 |          |          | 0.8          | 52.2         | ｜   | | 福井縣 | 福井市          |
| 交流電     | 福井         |          |          | 1.8          | 54.0         | ●    | 西日本旅客鐵道： 北陸新幹線 越前鐵道：勝山永平寺線、三國蘆原線（E1） 福井鐵道：福武線 （福井站停留場）（F22） | 福井縣 | 福井市          |
| 交流電     | 森田         |          |          | 5.9          | 59.9         |      | | 福井縣 | 福井市          |
| 交流電     | 春江         |          |          | 2.3          | 62.2         |      | | 福井縣 | 坂井市          |
| 交流電     | 丸岡         |          |          | 3.7          | 65.9         |      | | 福井縣 | 坂井市          |
| 交流電     | 蘆原溫泉     |          |          | 5.8          | 71.7         |      | 西日本旅客鐵道： 北陸新幹線                                                                                   | 福井縣 | 蘆原市          |
| 交流電     | 細呂木       |          |          | 3.8          | 75.5         |      | | 福井縣 | 蘆原市          |
| 交流電     | 牛之谷       |          |          | 3.1          | 78.6         |      | | 福井縣 | 蘆原市          |
| 交流電     | 大聖寺       |          |          | 5.7          | 84.3         |      | IR石川鐵道：■IR石川鐵道線                                                                                     | 石川縣 | 加賀市          |

1. ↑  湖西線的正式終點是北陸本線近江鹽津站，運行系統上除一部分列車外直通至敦賀站
2. ↑  越美北線的路線的起點是越前花堂站，運行系統上所有列車直通至福井站
3. ↑  越前鐵道三國蘆原線以福井口站為起點，運行系統上所有列車直通至福井站
4. ↑  即便作為兩線起終點站，從本站發車的所有列車都會直通運轉開往金澤站。

## 外部連結
- 福井幸福鐵道官方網站 （页面存档备份，存于）